# Hvalvatn
Il lago Hvalvatn si trova nella regione ovest dell'Islanda chiamata Vesturland a ridosso della costa atlantica.
Si tratta del terzo lago più profondo del Paese con il suo massimo di 180m di profondità, ed ha una superficie di circa 4.1 km².
È collocato ad est del massiccio del vulcano Hvalfell e a nord del monte Botnssúlur.
Dal lago ha origine il fiume Botnsá da cui ha origine la cascata più grande d'Islanda: Glymur è visitabile da escursionisti ed appassionati tramite sentieri segnalati.